# 5706 Finkelstein
5706 Finkelstein (1971 SS1) là một tiểu hành tinh vành đai chính được phát hiện ngày 23 tháng 9 năm 1971 bởi Đài vật lý thiên văn Crimean ở Nauchnyj.